# Układ planetarny

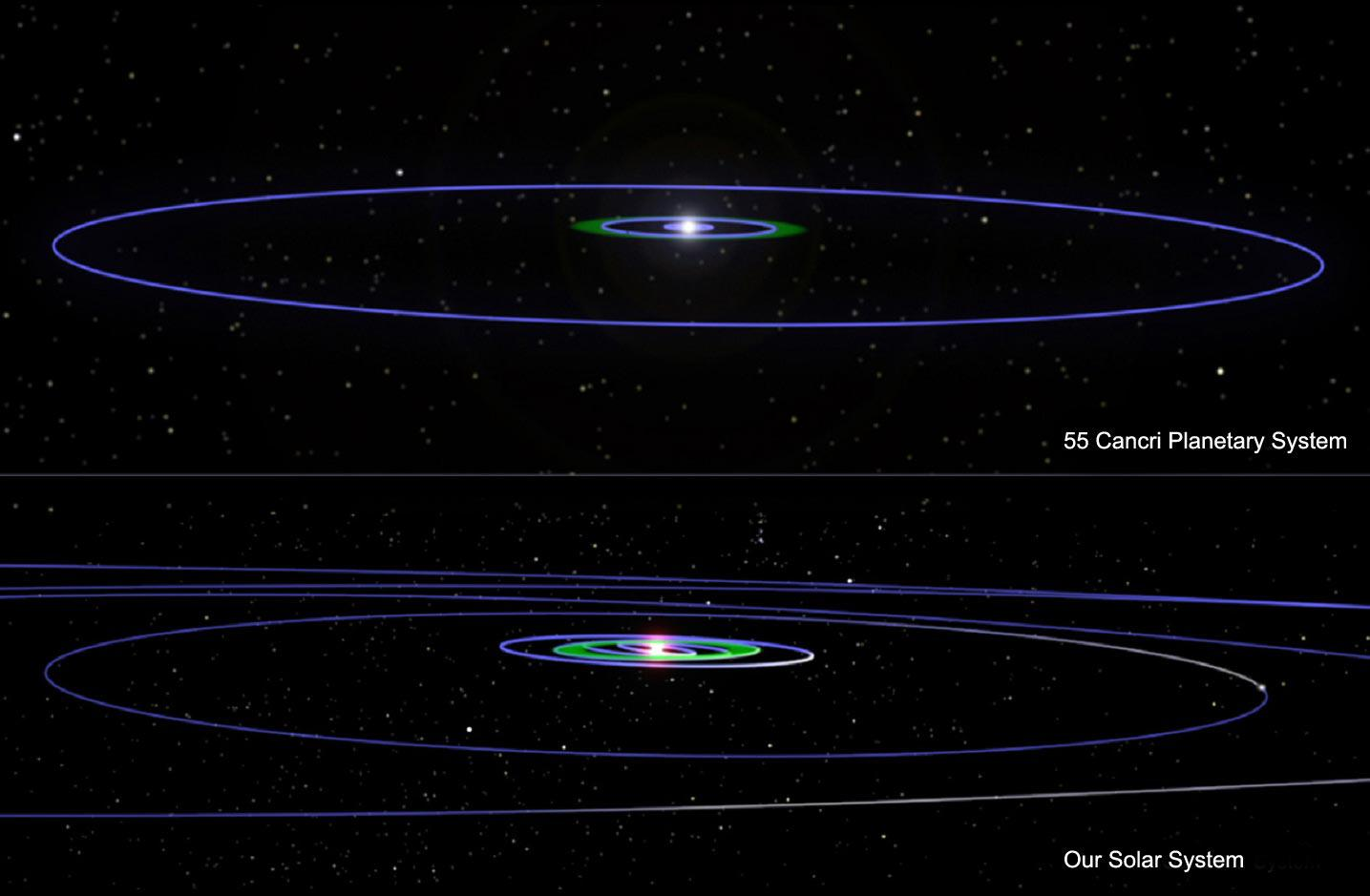
Podobne układy planetarne: 55 Cancri A i Układ Słoneczny w tej samej skali

Układ planetarny, system planetarny – zbiór planet i innych ciał niebieskich, krążących wokół centralnej gwiazdy lub układu gwiazd. System planetarny, w którym znajduje się Ziemia nosi nazwę Układu Słonecznego.

## Odkrycia
Pierwszy pozasłoneczny układ planetarny został odkryty przez Aleksandra Wolszczana i Dale’a Fraila w 1992 roku. Trzy odkryte planety krążą wokół pulsara PSR 1257+12 (Lich). Odkrycie było przypadkowe i okazało się nietypowe wśród pozasłonecznych układów planetarnych; obecnie (2 listopada 2023) znane są 23 układy, w których gwiazdą centralną jest pulsar. W 1995 roku Michel Mayor i Didier Queloz odkryli planetę krążącą wokół gwiazdy podobnej do Słońca, które to odkrycie zostało nagrodzone Nagrodą Nobla z fizyki w 2019 roku.
Do 2 listopada 2023 Encyklopedia pozasłonecznych układów planetarnych stwierdzała istnienie 4074 pozasłonecznych systemów planetarnych (w tym 885 systemów wielokrotnych, czyli z więcej niż jedną planetą pozasłoneczną).

## Metody badań
Specyfika najwydajniejszych metod wykrywania planet pozasłonecznych (tranzytów i badania zmian prędkości radialnej) ma wpływ na dokonywane odkrycia: w początkach badań (przełom XX i XXI wieku) najczęściej wykrywane były planety o dużej masie, wyraźnie zaburzające ruch gwiazdy macierzystej. Najwięcej znanych planet było obiektami o masie rzędu masy Jowisza, znajdującymi się na ciasnych orbitach (to tak zwane gorące jowisze). Dzięki misji Kepler, w drugiej dekadzie XXI w. obserwacja tranzytów planet stała się najwydajniejszą metodą wykrywania układów planetarnych, szczególnie wielokrotnych. Także ona ma jednak ograniczenia, pozwala wykrywać głównie planety krążące blisko gwiazd i tylko przy specyficznym ustawieniu płaszczyzn orbit względem obserwatora.

## Charakterystyka układów

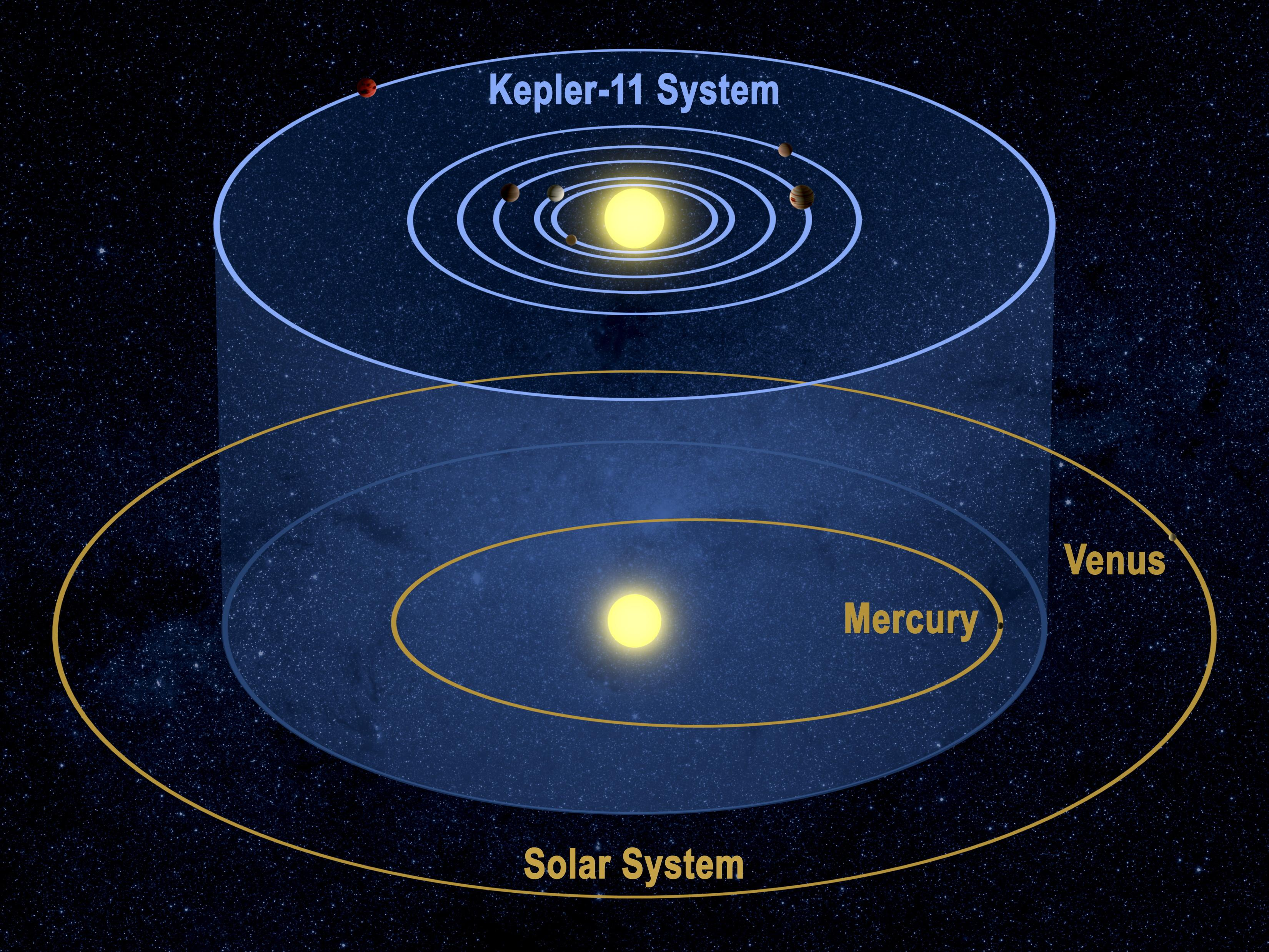
Ciasny układ Kepler-11 w porównaniu z wewnętrznym Układem Słonecznym

Charakterystyczną cechą Układu Słonecznego jest to, że gazowe olbrzymy to planety zewnętrzne: krążą one poza pasem planetoid i linią śniegu, gdzie najprawdopodobniej powstały. Planety typu ziemskiego krążą bliżej gwiazdy. Znane są układy planetarne, takie jak Kepler-90, które mają podobną konfigurację: w wewnętrznej części krążą niewielkie planety, a na dalekich orbitach planety-olbrzymy.
Wiele pozasłonecznych układów planetarnych różni się konfiguracją od Układu Słonecznego, co po części wynika ze specyfiki metod ich wykrywania. Dość pospolite wydają się ciasne układy, w których kilka planet krąży wokół gwiazdy w odległościach podobnych do odległości między Merkurym a Słońcem; należą do nich Kepler-11, Kepler-32 i TRAPPIST-1.
W niektórych przypadkach gwiazda macierzysta jest gwiazdą wielokrotną, wówczas, w zależności od mas i odległości gwiazd, planety mogą okrążać jeden składnik układu lub dwa (planety okołopodwójne). W szerokich układach podwójnych druga gwiazda nie wywiera znacznego wpływu na planety i może on mieć konfigurację podobną do Układu Słonecznego, jak np. układ 55 Cancri A (Copernicus) z gazowym olbrzymem 55 Cnc d (Lipperhey) na dalekiej orbicie. Możliwa jest także sytuacja, w której gwiazdy tworzące układ związany grawitacyjnie mają swoje układy planetarne, np. para gwiazd HD 20781 i HD 20782.
W niektórych układach występuje rezonans orbitalny pomiędzy planetami, podobnie jak np. w układach księżyców Jowisza i Saturna. Przykładowo okresy obiegu planet Gliese 876 c, b i e są w stosunku 1:2:4, a w układzie Kepler-223 okresy obiegu czterech planet są w stosunkach 3:4:6:8.
Układem o nietypowej konfiguracji, na razie wymykającej się modelom powstawania planet jest układ HR 8799, gdzie cztery bardzo masywne planety (7–10 MJ), które odkryto na zdjęciach w podczerwieni, krążą po orbitach bardzo dalekich od gwiazdy.
Wprawdzie w większości układów planety krążą w przybliżeniu w jednej płaszczyźnie, tak jak w naszym, ale znane są wyjątki. Przykładowo w układzie Ypsilon Andromedae (Titawin) orbita planety υ And c (Samh) jest nachylona pod kątem 30° do orbity planety d (Majriti).
Jedna lub więcej planet może krążyć w ekosferze, gdzie nasłonecznienie pozwala na istnienie ciekłej wody na powierzchni (inne warunki mogą to zmienić). Do przykładów należą planety Kepler-62e i f, a także TRAPPIST-1d, e, f i g.

## Układy o największej liczbie znanych planet
8 planet:
1. Słońce – Układ Słoneczny
2. Kepler-90

7 planet:
1. TRAPPIST-1

6 planet – 10 układów:
1. HD 10180
2. HD 34445
3. HD 191939
4. HR 8832 (HD 219134)
5. K2-138
6. Kepler-11
7. Kepler-20
8. Kepler-80
9. TOI-178
10. TOI-1136

5 planet – 26 układów:
1. Copernicus (55 Cancri)
2. Gliese 667 C
3. HD 20781
4. HD 23472
5. HD 40307
6. HD 108236
7. HD 158259
8. HIP 41378
9. K2-268
10. K2-384
11. Kepler-32
12. Kepler-33
13. Kepler-55
14. Kepler-62
15. Kepler-82
16. Kepler-84
17. Kepler-102
18. Kepler-122
19. Kepler-150
20. Kepler-154
21. Kepler-169
22. Kepler-186
23. Kepler-238
24. Kepler-292
25. Kepler-296
26. Kepler-444

4 planety – 74 układy, w tym:
- Mi Arae (Cervantes)
- Ro Coronae Borealis
- Tau Ceti
- Ypsilon Andromedae (Titawin)
- Gliese 676 A
- Gliese 876
- GJ 3293
- HD 20781
- HR 8799
- Kepler-37
- Kepler-223
- L 98-59